# Silicon Valley

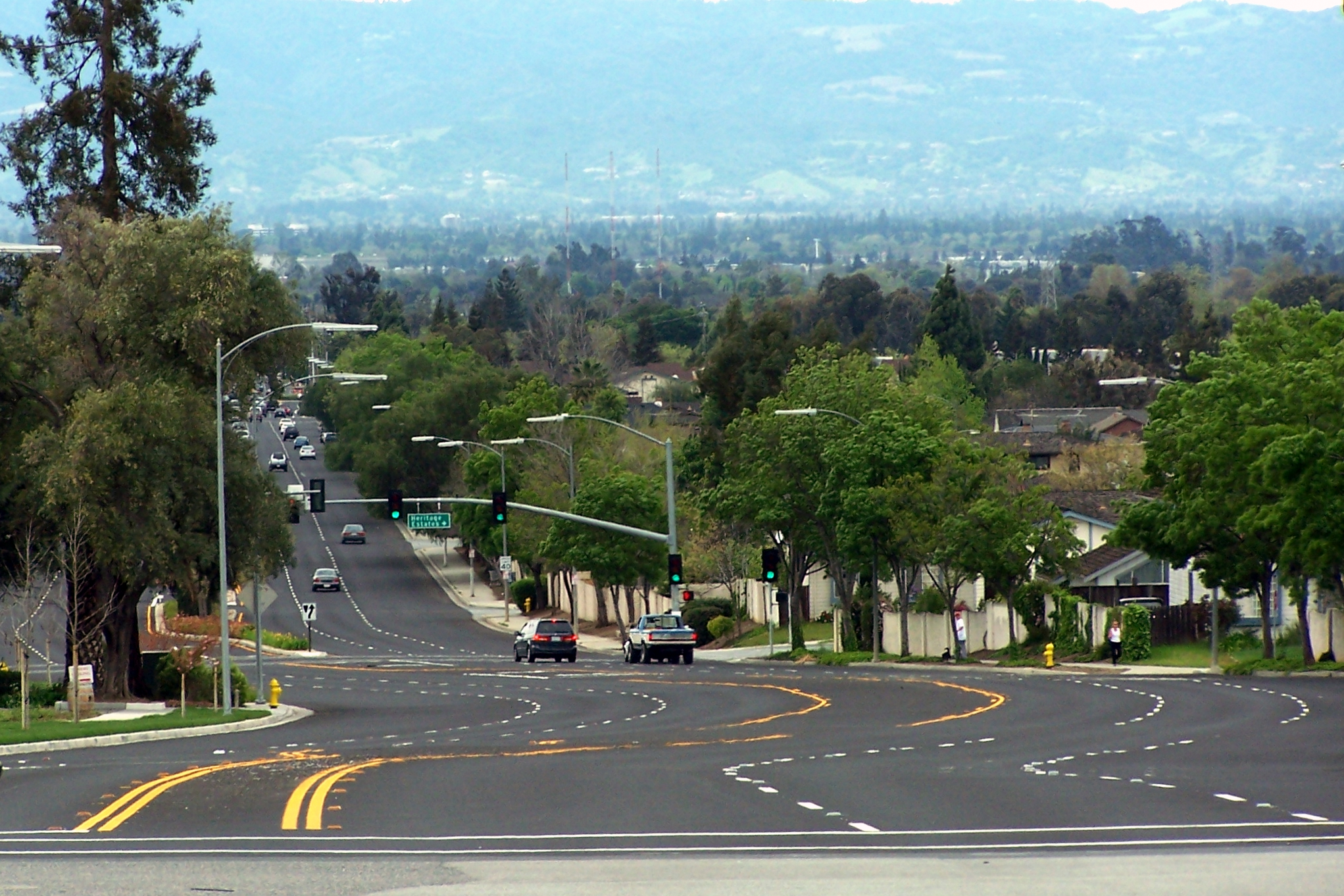
De straten die naar Silicon Valley leiden

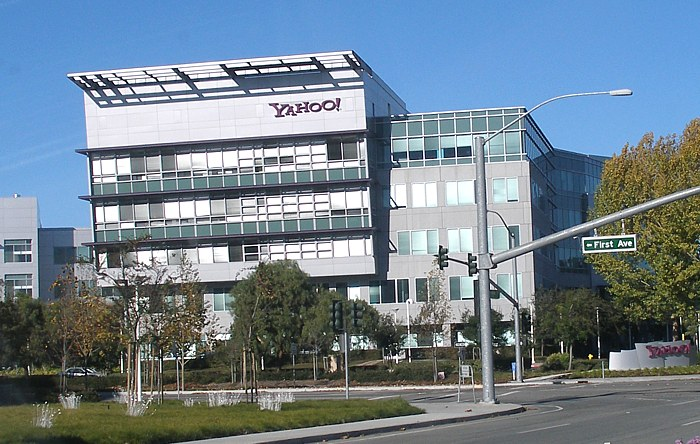
De hoofdzetel van het Amerikaanse internetbedrijf Yahoo! in Sunnyvale

Silicon Valley (Engels voor "siliciumvallei") is een veelgebruikte benaming voor de zuidkant van de Baai van San Francisco in de Amerikaanse staat Californië. In die regio zijn veel technologiebedrijven gevestigd, inclusief enkele van de grootste ter wereld. Oorspronkelijk verwees de term naar het grote aantal bedrijven dat bezig was met de productie en innovatie van siliciumchips, maar tegenwoordig heeft de term betrekking op alle hightechbedrijven in het gebied. "Silicon Valley" wordt zelfs als metoniem voor de hele Amerikaanse technologiesector gebruikt.
Hoewel er veel verschillende centra voor hightechindustrie ontsproten zijn in de Verenigde Staten, blijft Silicon Valley het centrum voor hightechinnovatie. In totaal heeft één derde van investeringen van venture capital betrekking op Silicon Valley. Enkele bekende bedrijven die hun hoofdkwartier in het gebied hebben zijn Apple, Hewlett-Packard, Intel, eBay, Google LLC, AMD, Facebook en McAfee.
Silicon Valley en zijn directe omgeving telt een groot aantal universiteiten. Het is een populair gebied voor hoogopgeleide technici uit de hele wereld om te werken.
Geografisch bestaat het gebied grofweg uit de steden San Jose, Santa Clara, Milpitas, Mountain View, Sunnyvale, Los Gatos, Palo Alto, Fremont en Saratoga. San Jose claimt het predicaat "hoofdstad van Silicon Valley". Het gebied is te bereiken per vliegtuig via de luchthavens van San Jose en San Francisco. De iconische U.S. Route 101 doorkruist Silicon Valley.
"Silicon Valley" is een gevleugelde uitdrukking geworden voor andere plaatsen ter wereld die bekendstaan om hun concentratie van hoogtechnologische industrie, zoals Bangalore (het "Indiase Silicon Valley"), Flanders Language Valley (het "Vlaamse Silicon Valley") en Sophia Antipolis bij Valbonne, het Zuid-Franse Telecom Valley.

## Bedrijven
Onder andere de volgende bedrijven hebben hun hoofdkantoor in Silicon Valley:
- Adobe Inc.
- Advanced Micro Devices
- Agilent Technologies
- Apple Inc.
- Brocade Communications Systems
- Cisco Systems
- eBay
- Electronic Arts
- Enphase Energy
- Google
- Hewlett-Packard
- Intel
- Juniper Networks
- Lockheed Martin
- Maxim Integrated Products
- Meta
- Netflix
- NVIDIA
- Oracle Corporation
- Pure Storage
- Quora
- Salesforce.com
- ServiceNow
- Symantec
- Synopsys
- Tesla, Inc.
- Western Digital
- Xilinx
- Yahoo!